# سیرا نوادا (ایالات متحده)

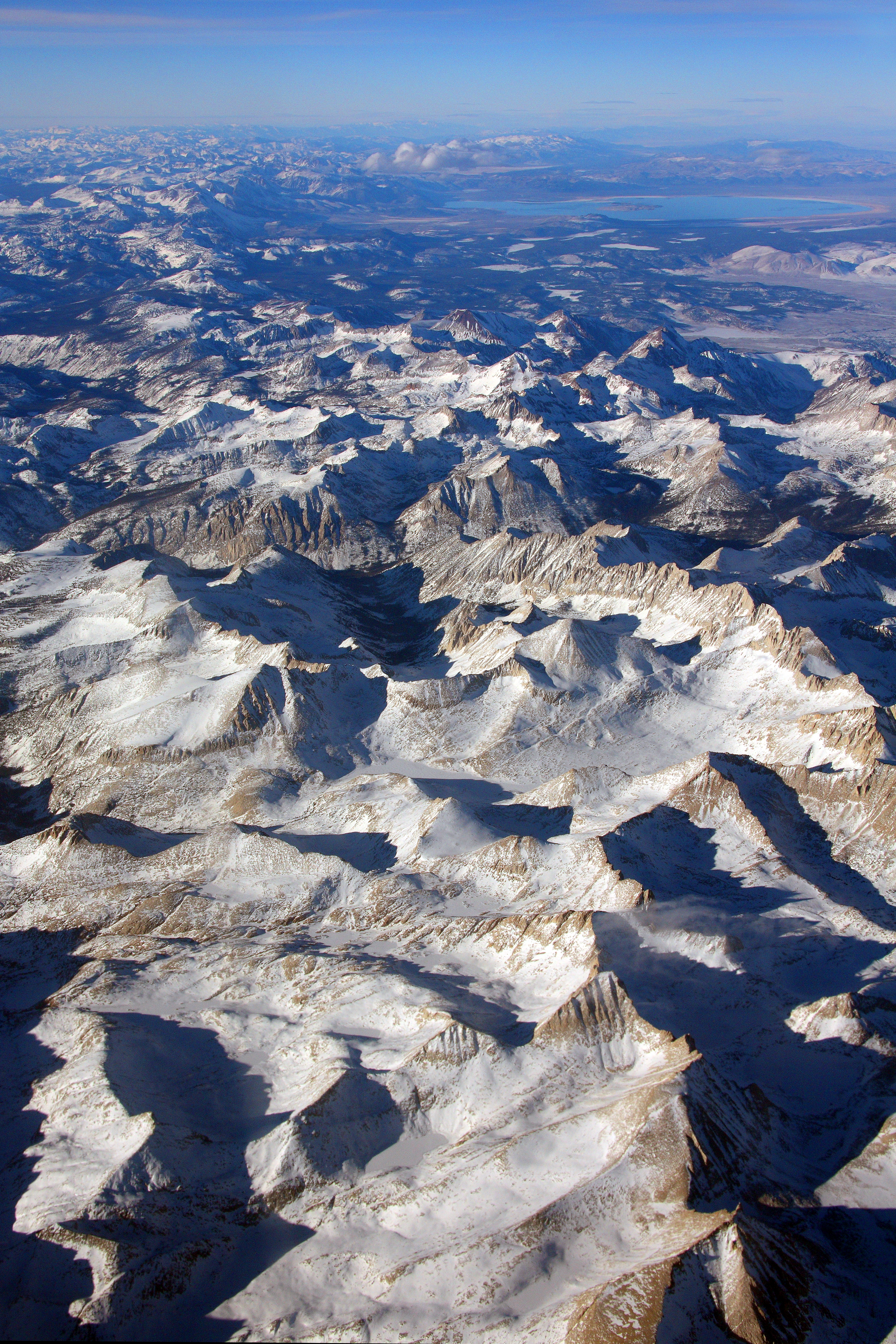
چالگاه نهر میلز رشته‌کوه نوادا (در مرکز) کهت سمت غرب قلهٔ سیرا و جنوب دریاچهٔ مونو (قسمت آبی رنگ بالا) قرار دارد.

سیرا نوادا یا رشته‌کوه نوادا (به اسپانیایی: Sierra Nevada، به‌معنای رشته‌کوه برفی) رشته‌کوهی دندانه‌دار واقع در شرق ایالت کالیفرنیا در آمریکا است. قلهٔ اصلی آن کوه ویتنی به ارتفاع ۴۴۲۱ متر است. 

## نگارخانه

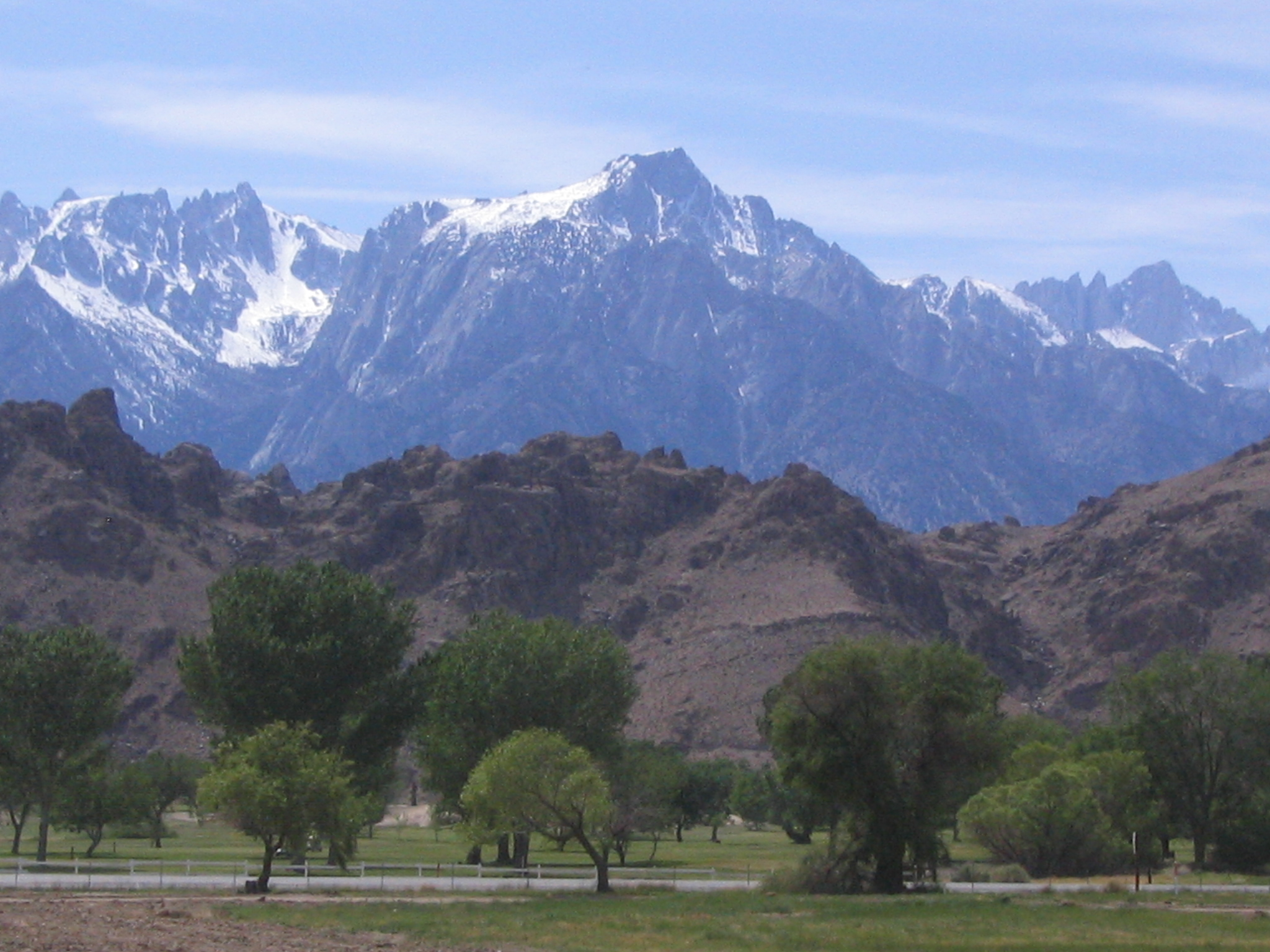